# Sociedad de la Expiación
La Sociedad de la Expiación (en inglés Society of the Atonement), también conocida como Frailes y Hermanas de la Expiación o Graymoor Friars and Sisters es una congregación religiosa franciscana de la Iglesia Católica fundada en octubre de 1898 por Lewis T. Wattson y Lurana Mary White como una comunidad religiosa en la Iglesia Episcopal. Los fundadores aspiraban a la unidad de la iglesia anglicana y la católica bajo la autoridad del obispo de Roma; de hecho, un año después la iglesia católica recibió en su seno a esta Sociedad, y con ella a todos sus miembros. La orden religiosa está dedicada a la Santísima Virgen María bajo el título mariano de Nuestra Señora de la Expiación .

## Historia
La historia de la fundación se inicia con el anhelo de unidad de la Iglesia latente en sus cofundadores: Lewis T. Wattson y Lurena Wattason. En 1898, los dos  se reunieron  en la casa familiar de ella en Warwick, Nueva York, e hicieron un pacto espiritual para formar una nueva comunidad religiosa con el objetivo de restablecer la vida franciscana en la Comunión Anglicana. El nombre de la nueva comunidad se inspiró en un pasaje de la Epístola a los Romanos ( Ro 5.11), que, en el texto que recoge la biblia del Rey Jacobo, habla de la expiación que los cristianos han recibido a través de Jesús. Wattson quiso interpretar la palabra "expiación" en el sentido literal de "unificación", a partir de su visión de que su nueva comunidad debería tener el objetivo de llevar a todos los cristianos a la unidad de unos con otros.  Con este fin, la hermana Lurana vivió durante un año en una orden religiosa anglicana, la Sociedad de las Hermanas de Betania, en Clerkenwell, Londres. Antes de su regreso, hizo una peregrinación a Asís.

### Lewis Wattson
Lewis Thomas Wattson nació en Millington, Maryland el 16 de enero de 1863, hijo del Reverendo Joseph Newton Wattson y su esposa, Mary Electa. Su padre, el reverendo Wattson, había sido presbiteriano, pero posteriormente se unió a la iglesia episcopal, de la que fue ministro. Lewis recibió su BA (1882) y su MA (1885) de St. Stephen's College, Annandale-on-Hudson, Nueva York . Recibió el diaconado en 1885 y, con una especial dispensa, fue ordenado como presbítero a la edad de veintitrés años. Wattson se graduó en 1887 con una Licenciatura en Divinidad en el Seminario Teológico General de la ciudad de Nueva York. Después de ejercer su ministerio por un tiempo en Port Deposit, Maryland, se convirtió en un predicador popular en el área de Nueva York y Nueva Jersey, siendo nombrado rector de la Iglesia Episcopal de St. John en Kingston, Nueva York. En 1891, fundó la Iglesia de la Santa Cruz como una misión de St. John, para servir a las familias de clase trabajadora que vivían cerca del West Shore Railroad.  Esta iglesia de la Santa Cruz seguía una tradición fuertemente anglo-católica, con una misión particular para los pobres.  Wattson renunció a la rectoría de Kingston para aceptar un puesto como superior de una misión episcopal en Omaha.

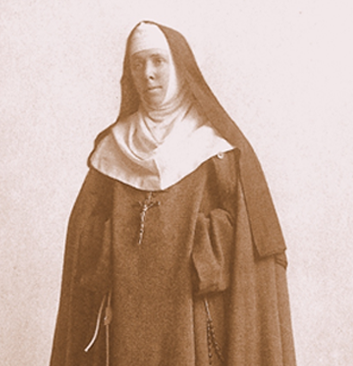
Madre Lurana White

### Lurana White
Lurana Mary White nació en la ciudad de Nueva York el 12 de abril de 1870. El 17 de octubre de 1894 se convirtió en postulante en la comunidad episcopaliana de las Sisters of the Holy Child en Albany, Nueva York, donde hizo sus votos el 25 de septiembre de 1896. Ese mismo año, White comenzó a mantener correspondencia con el Rev. Wattson, en el que apreciaba su inclinación hacia  la High Church. Wattson era en ese momento el superior de una pequeña comunidad de sacerdotes episcopales en Omaha. Ambos formaban parte del Movimiento Anglo-Católico, también conocido como Movimiento de Oxford, que se había desarrollado en la Iglesia de Inglaterra a principios del siglo XIX. La hermana Lurana pidió ayuda al padre Wattson para encontrar una comunidad episcopal de religiosos que practicaran la pobreza corporativa en la tradición franciscana de la Iglesia católica. El padre Wattson no estaba al tanto de ninguna comunidad de este tipo, pero comenzó a mantener correspondencia con ella en relación con su deseo de que las iglesias anglicana y católica se reunieran bajo la autoridad del obispo de Roma .
En octubre de 1898, White y Wattson se reunieron  en la casa familiar de ella en Warwick, Nueva York, e hicieron un pacto espiritual para formar una nueva comunidad religiosa con el objetivo de restablecer la vida franciscana en la Comunión Anglicana . (El nombre de la nueva comunidad se inspiró en un pasaje de la Epístola a los Romanos ( Ro 5.11), que, en el texto que recoge la biblia del Rey Jacobo, habla de la expiación que los cristianos han recibido a través de Jesús . Wattson interpretó la palabra "expiación" en el sentido literal de "unificación", a partir de su visión de que su nueva comunidad debería tener el objetivo de llevar a todos los cristianos a la unidad de unos con otros.  Con este fin, la hermana Lurana pasó un año entrenando con una orden religiosa anglicana, la Sociedad de las Hermanas de Betania, en Clerkenwell, Londres. Antes de su regreso, hizo una peregrinación a Asís.

### Graymoor en St. John's-in-the-Wilderness,
El 15 de diciembre de 1898, la hermana Lurana y dos compañeras se establecieron en el área de Garrison, Nueva York, en una granja cerca de la capilla de St. John's-in-the-Wilderness, (San Juan en el desierto) que había sido fundada por el reverendo Albert Zabriskie Gray, y que desde 1882 estaba abandonada. Ella llamó al lugar "Graymoor", combinando los nombres del Rev. Gray, que había fundado la capilla, con la del Sr. Moore, que había sido un generoso partidario de su restauración.

### La Sociedad en la iglesia episcopaliana
Mientras tanto, el padre Wattson había pasado algún tiempo en el Monasterio Anglicano de la Orden de la Santa Cruz en Westminster, Missouri, para ganar algo de experiencia en la vida religiosa en comunidad. Wattson se unió a las hermanas en la primavera de 1899 y se instaló en un cobertizo a una milla de distancia. Con el establecimiento formal de la Sociedad de la Expiación, tanto él como estas hermanas abrazaron la vida religiosa en la Iglesia Episcopal . Al tomar los votos religiosos, Laurana White pasó a ser conocida como Madre Lurana, mientras que Lewis Wattson tomó el nombre de padre Paul James Francis. La Madre Lurana se convirtió en directora de las Hermanas Franciscanas de la Expiación, la rama femenina de la sociedad; El padre Paul se convirtió en superior de los Frailes Franciscanos de la Expiación. Frederick Joseph Kinsman, tercer obispo de Delaware, fue elegido Visitante Episcopal.
La Sociedad predicó la primacía del pontífice romano, manteniendo su lealtad episcopal, mientras trabajaban para realizar una reunión corporativa entre los dos cuerpos. eclesiales. Debido a esto, los fundadores y su pequeño número de discípulos llegaron a encontrarse no solo criticados sino condenados al ostracismo por sus correligionarios, quienes los veían caminando por una cuerda floja imposible entre los dos cuerpos.

## Recepción en la Iglesia Católica
En 1909, tanto la sociedad de hombres como la de mujeres decidieron buscar la unión con la Santa Sede y su plena integración en la Iglesia Católica . En octubre de 1909, el Vaticano dio el paso sin precedentes de aceptar a los miembros de la Compañía como un cuerpo corporativo, permitiendo a los frailes y hermanas permanecer en el estilo de vida habían establecido.
Desde ese momento, en unión con el Obispo de Roma, los Frailes de la Expiación continuaron su trabajo defendiendo la reconciliación y eventual reunión de las diversas denominaciones cristianas con el Papa como líder espiritual, impulsando así el ecumenismo. Una parte importante de este esfuerzo fue la propagación del Octavario por la Unidad de los Cristianos, ocho días de oración de todos los cristianos, pidiendo por dicha unidad. La octava desde el 18 enero – día que en entonces se celebraba la Cátedra de San Pedro en Roma, hasta el 25 del mismo, fiesta de la Conversión de San Pablo. Este período ahora se conoce también como la Semana de Oración por la Unidad de los Cristianos y es celebrado por muchas denominaciones cristianas.

## Actividades actuales
Los frailes continúan centrándose en el trabajo ecuménico y la unidad de la iglesia, prestando en esto su ayuda a las diócesis de todo el mundo. Su casa madre sigue estando en Graymoor en los Estados Unidos, pero tienen casas en Brasil, Canadá, Italia, Japón y Filipinas . En los últimos años se ha cerrado una que tenían en el Reino Unido.Fundada como una predicación y el orden misionera, los hermanos operar parroquias en los Estados Unidos y Canadá, ejerciendo los ministerios de retiro y reconciliación, capellanías, el ministerio especial para los alcohólicos, y los tipos de servicio directo a los pobres habituales en los franciscanos.
Las Hermanas Franciscanas de la Expiación han establecido centros de catequesis y guarderías en toda América del Norte, sirviendo a comunidades rurales en todo el oeste de Estados Unidos y Canadá, así como en barrios  de algunas ciudades, como Harlem en la ciudad de Nueva York. Varias acompañaron a las comunidades japonesas-estadounidenses a las que sirvieron en el reasentamiento forzoso realizado durante la Segunda Guerra Mundial. Actualmente, las Hermanas tienen casas en los Estados Unidos, Canadá, Italia, Japón, Brasil y Filipinas.
En Inglaterra, los frailes dirigían la Biblioteca Católica Central (ahora conocida como Biblioteca Católica Nacional), ubicada en las cercanías de la Catedral de Westminster, Londres, antes de su traslado a la pequeña ciudad de Farnborough, Hampshire, al suroeste de Londres.
El cardenal Timothy Dolan de la Archidiócesis de Nueva York inauguró formalmente la Causa de Canonización del Siervo de Dios Padre Paul de Graymoor el martes 22 de septiembre de 2015 en la ciudad de Nueva York. En 2016 se constituyó la "Father Paul of Graymoor Guild" como una fuente de información sobre el estado de la causa de la canonización del Padre Paul de Graymoor. En marzo de 2017, se cerró la fase diocesana del proceso y los escritos recopilados de Wattson se enviaron a la Congregación para las Causas de los Santos en Roma.
Los frailes patrocinan el Graymoor Ecumenical & Interreligious Institute, que tiene oficinas en el Interchurch Center en 475 Riverside Drive en Nueva York. Este instituto publica un boletín mensual llamado Tendencias Ecuménicas que está disponible mediante suscripción en formularios impresos y en línea.